# ألن برادلي

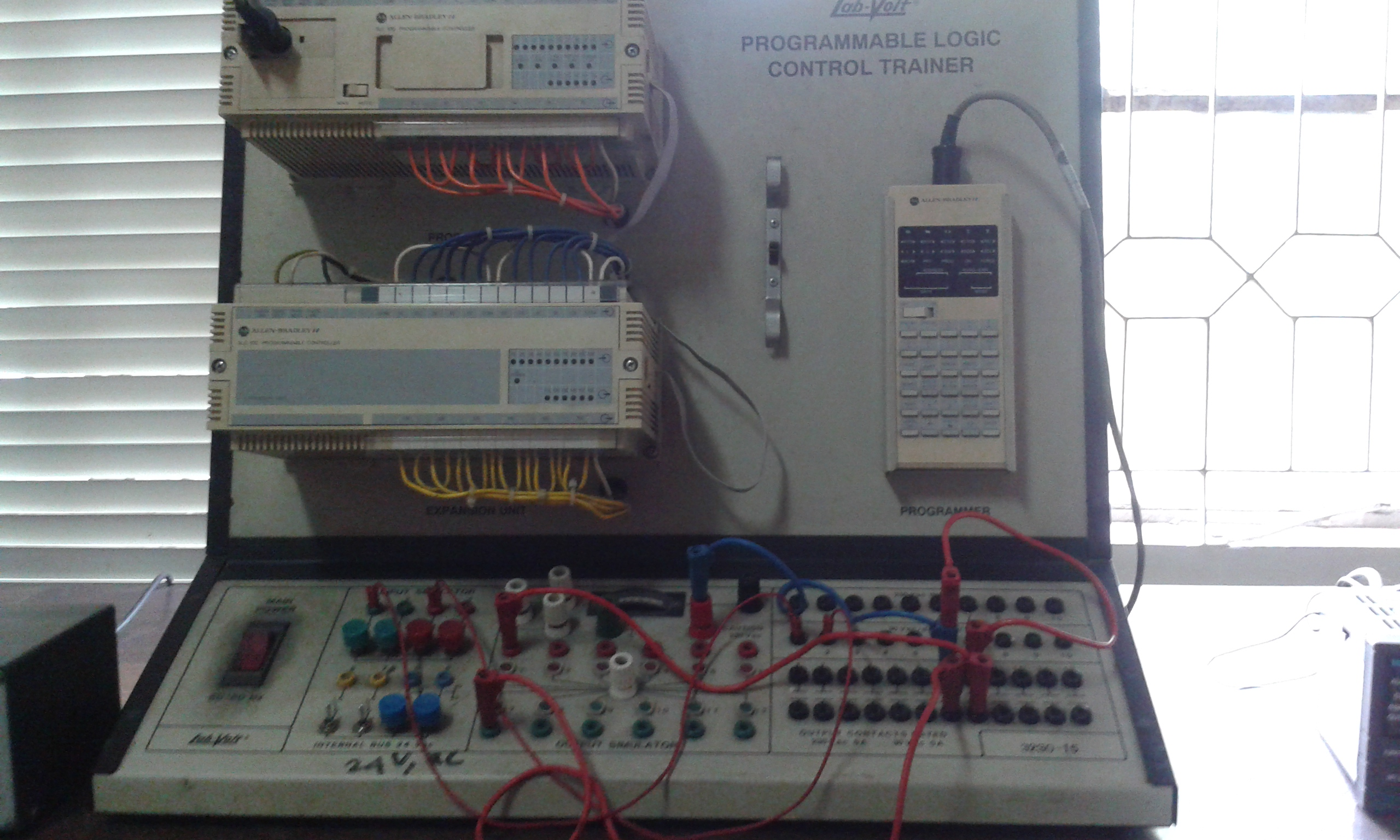
وحدة تحكم منطقي قابل للبرمجة خاص بشركة ألن برادلي

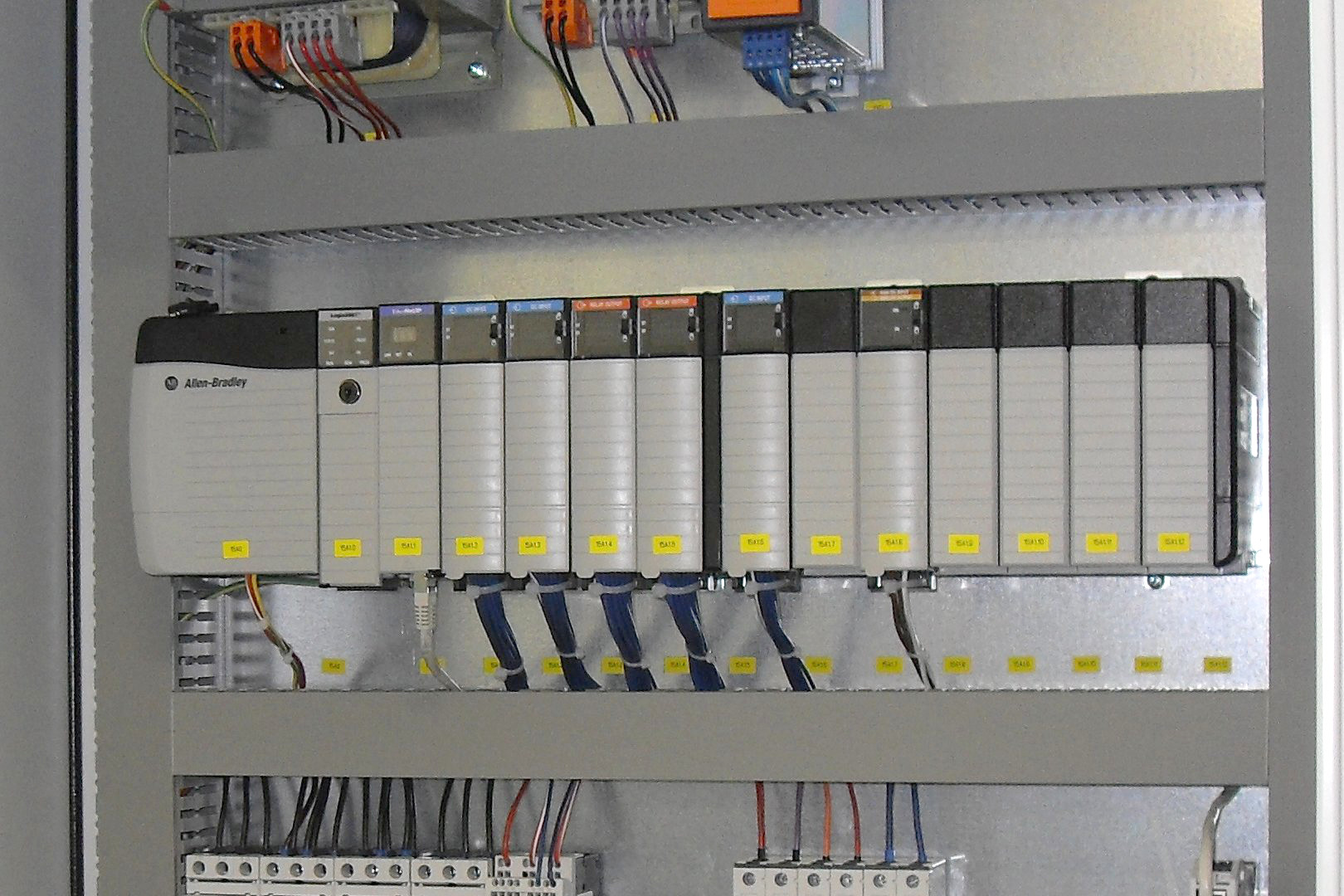
وحدة تحكم منطقي قابل للبرمجة خاص بألن برادلي مثبت على لوحة تحكم

ألن برادلي هو الاسم التجاري لمجموعة من مصانع التشغيل الآلي، المملوكة اليوم لشركة روكويل للتشغيل الآلي. بلغت إيرادت الشركة حوالي 6.4 مليار دولار أمريكي في عام 2013، تصنع وحدات التحكم المنطقي القابلة للبرمجة (PLC)، واجهات الإنسان والآلة، وأجهزة الاستشعار، ومكونات أنظمة السلامة، والبرمجيات وأنظمة القيادة وأنظمة القيادة، والمقاولات، وأجهزة التحكم في المحركات والسيرفو وباقي الأنظمة من هذا القبيل.
تشمل منتجات روكويل للتشغيل الآلي أيضًا خدمات إدارة المدخرات بما في ذلك الإصلاح والاستشارات. يقع المقر الرئيسي لشركة روكويل للتشغيل الآلي في ميلووكي، ويسكونسن.
يعد برج الساعة ألن برادلي أحد معالم ميلووكي التي تتميز بأكبر ساعة من أربعة جوانب في نصف الكرة الغربي.

## التاريخ
تم تأسيس الشركة في عام 1903 تحت اسم شركة ضغط روستات، من قبل الدكتور ستانتون ألن وليندي برادي باستثمار أولي قدرة 1000 دولار فقط. في عام1910، تم تغيير اسم الشركة إلي ألن برادلي. علي مدار ما يقرب من القرن المقبل، قدمت الجزء الأكبر من المقاومات المنفصلة المستخدمة للإلكترونيات وغيرها من المنتجات. في عام 1952، افتتحت شركة تابعة لها، توظف 1000 شخص في جالت، أونتاريو، كندا.
في عام 1985، عند انتهاء السنة المالية سجلت الشركة إيرادات مبيعات بمليار دولار، في فبراير 1985، اشترت شركة روكويل الدولية شركة ألن برادلي مقابل 1,651 مليار دولار، وهي أكبر عملية استحواذ في تاريخ ويسكونسن. لجميع النوايا والأغراض، تولت ألن برادلي قسم التشغيل الآلي الصناعي في روكويل.
انتقلت روكويل في نهاية المطاف إلى مقرها الرئيسي في ميلووكي. في عام 2002، عندما انقسمت شركة روكويل إلى شركتين، اتبعت ألن قسم التشغيل الآلي في شركة روكويل للتشغيل الآلي.

## وصلات خارجية
- الموقع الرسمي لشركة ألن برادلي.
- الموقع الرسمي لشركة روكويل للتحكم الآلي.